# Єнгібарян Володимир Миколайович
Володи́мир Микола́йович Єнгібаря́н (вірм. Վլադիմիր Նիկոլայի Ենգիբարյան; 24 квітня 1932 — 1 лютого 2013) — вірменський радянський боксер-любитель. Олімпійський чемпіон, триразовий чемпіон Європи та триразовий чемпіон СРСР з боксу. Заслужений майстер спорту СРСР (1956), суддя міжнародної категорії AIBA, заслужений діяч фізичної культури і спорту Вірменії (1967), заслужений тренер Вірменії.

## Життєпис
Народився в місті Єреван в родині співробітника ОДПУ. Займатися боксом розпочав 1946 року.
Першим значним досягненням спортсмена стала бронза першості СРСР 1951 року. Наступного року він був включений до складу радянської олімпійської команди, проте через травму взяти участь в літніх Олімпійських іграх 1952 року в Гельсінкі (Фінляндія) не зміг.
На чемпіонаті Європи з боксу 1953 року у Варшаві (Польща) здобув золоту медаль першості, перемігши у фіналі Іштвана Юхаса (Угорщина). Того ж року вдруге здобув бронзу чемпіонату СРСР, поступившись у фіналі семиразовому чемпіонові СРСР Анатолію Грейнеру.
1954 року з вагової категорії до 60 кг перейшов у категорію до 63,5 кг, де залишався до кінця спортивної кар'єри.
1955 року вперше виборов золото першості СРСР. Згодом ще двічі, у 1956 та 1958 роках, повторював це досягнення. Того ж року на чемпіонаті Європи з боксу в Західному Берліні здобув бронзову медаль, поступившись у півфіналі змагань Лешеку Дрогошу (Польща).
На літніх Олімпійських іграх 1956 року в Мельбурні (Австралія) став олімпійським чемпіоном, почергово перемігши Лешека Дрогоша (Польща), Клода Салюдена (Франція), Генрі Любшера (ПАР) та у фіналі змагань — Франко Ненсі (Італія).
На чемпіонатах Європи 1957 року в Празі (ЧССР) та 1959 року в Люцерні (Швейцарія) двічі поспіль виборював золото, перемігши у фіналах відповідно Вальтера Івануша (ЧССР) та П'єро Бранді (Італія).
На літніх Олімпійських іграх 1960 року в Римі (Італія) вважався одним з головних претендентів на золото. Спочатку переміг Вернера Буссе (Німеччина) та Віллі Людіка (ПАР), а у чвертьфіналі доволі несподівано поступився Маріану Каспшику (Польща).
Після Олімпійських ігор 1960 року Володимир Єнгібарян завершив спортивну кар'єру. Працював дитячим тренером з боксу у своїй рідній Вірменії, також виступав як арбітр у боксі. Створив і протягом 30 років очолював першу в СРСР республіканську дитячо-юнацьку спеціалізовану школу з боксу, якій 2011 році було присвоєне його ім'я. Також у 1970-х роках він був представником СРСР у судовій і суддівській комісії AIBA.
1993 року емігрував до США. Мешкав у місті Лос-Анджелес, штат Каліфорнія, де й помер 1 лютого 2013 року. Спочатку планувалося його поховати у США, але після прохання уряду Вірменії родичі Володимира Миколайовича погодилися поховати його тіло на батьківщині. Церемонія панахиди відбулася 15 лютого у церкві Святого Ованеса в Конде, а похорон — 16 лютого в міському пантеоні Єревана.